# Zun
Ne doit pas être confondu avec ZUN (développeur).

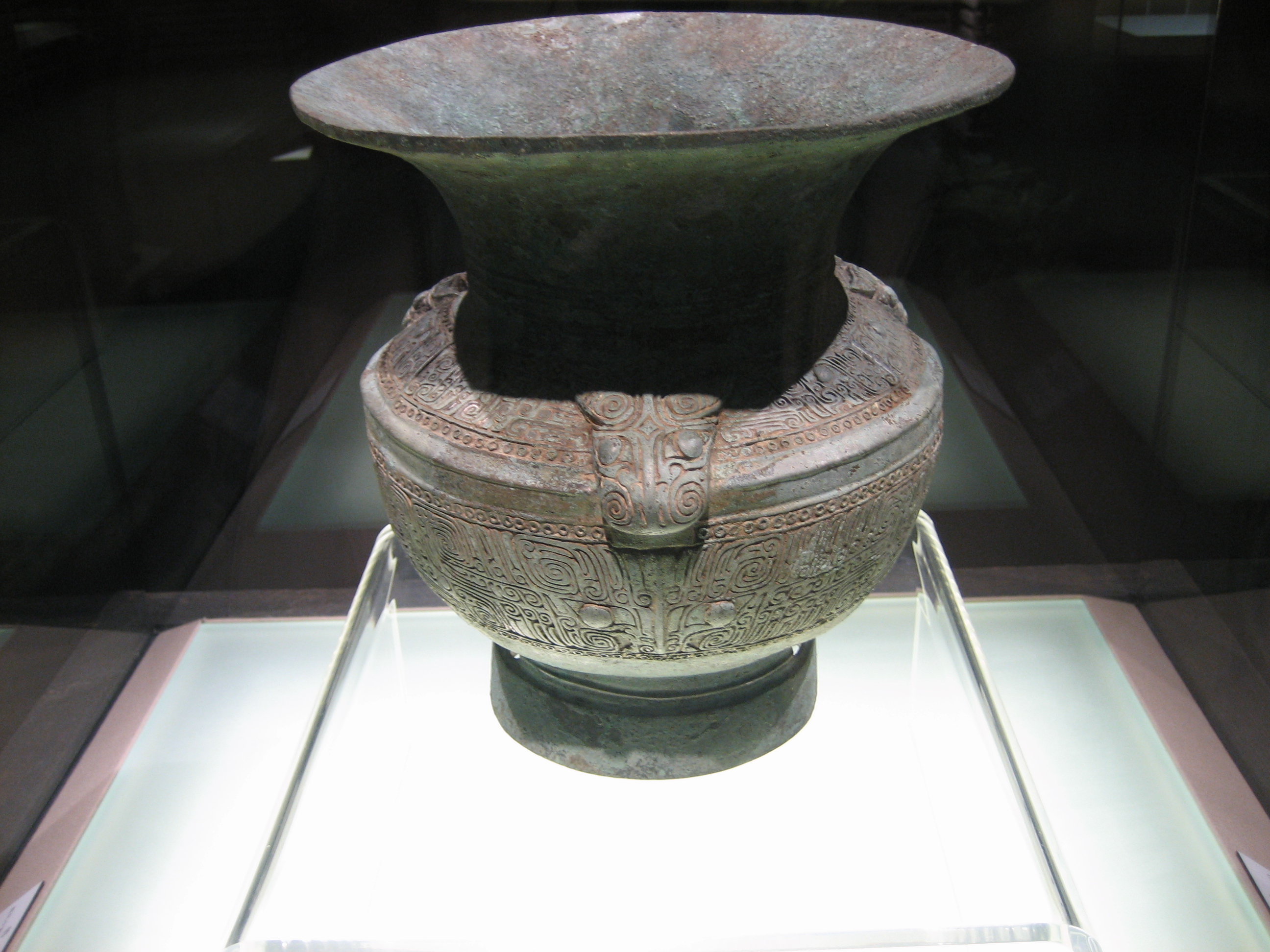
Un zun avec taotie datant de la dynastie Shang

Le zun (chinois : 尊 ; pinyin : zūn) est un type de vase chinois ancien en bronze à section ronde ou carrée ou ayant la forme d'un animal. Son origine remonte à la dynastie Shang et il a été utilisé jusqu'à la dynastie Song[réf. souhaitée].
Le zun était employé dans des cérémonies religieuses pour contenir des boissons fermentées comme offrandes aux personnes décédées.

## Galerie

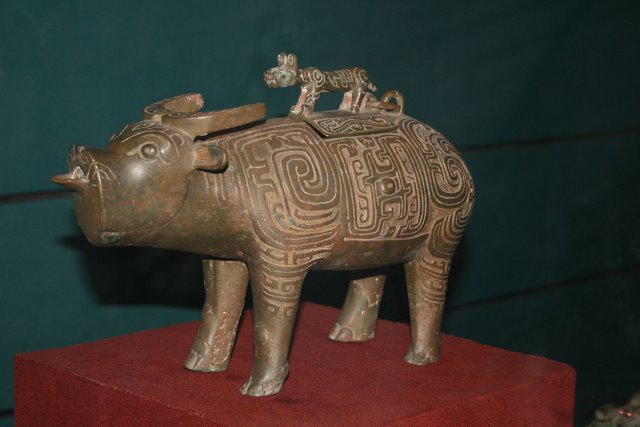
Un zun en forme de bovidé surmonté d'un tigre datant de la dynastie des Zhou occidentaux[1] ou de la période des Printemps et Automnes
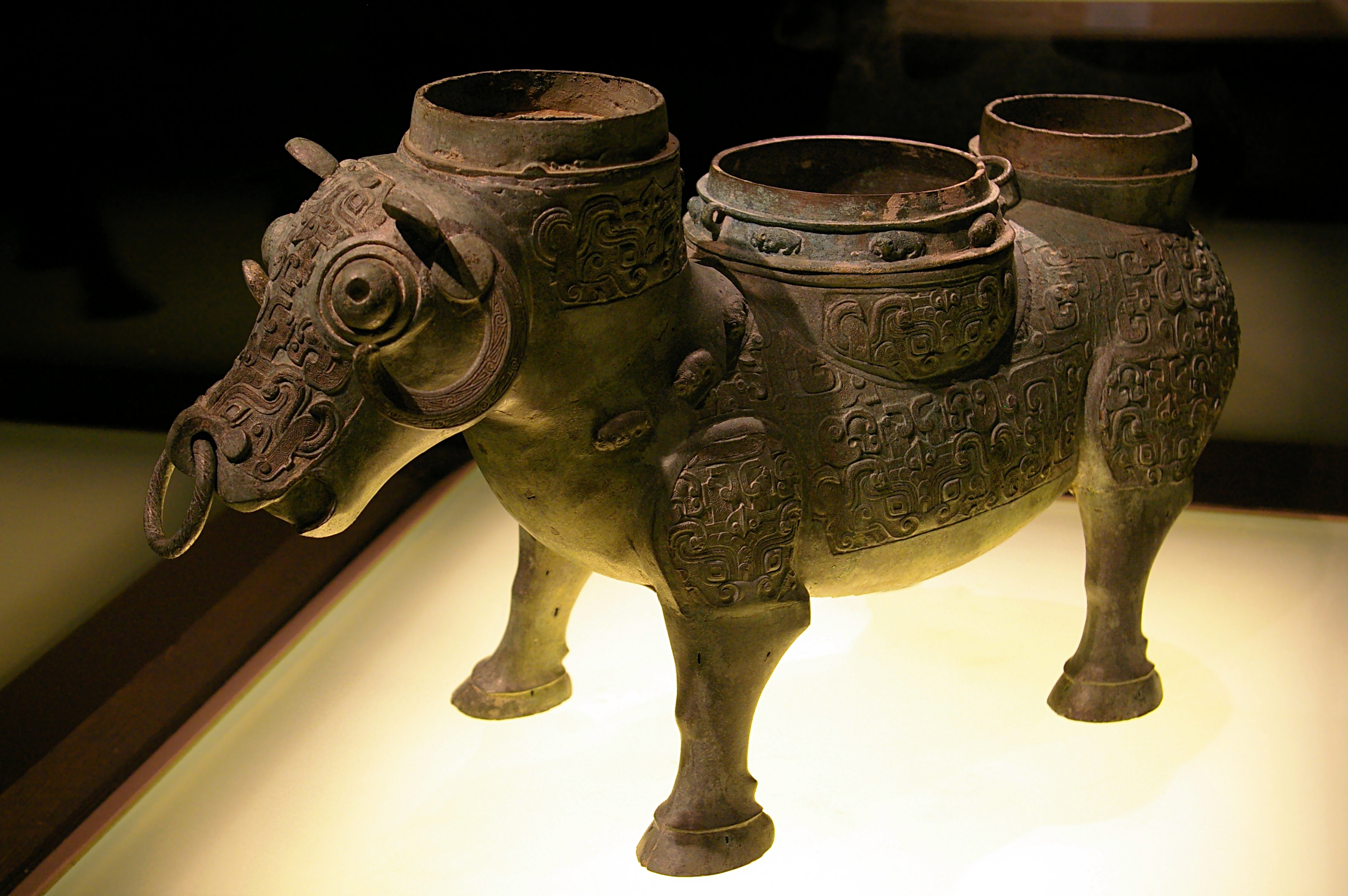
Un zun en forme de buffle datant de la période des Printemps et Automnes[2],
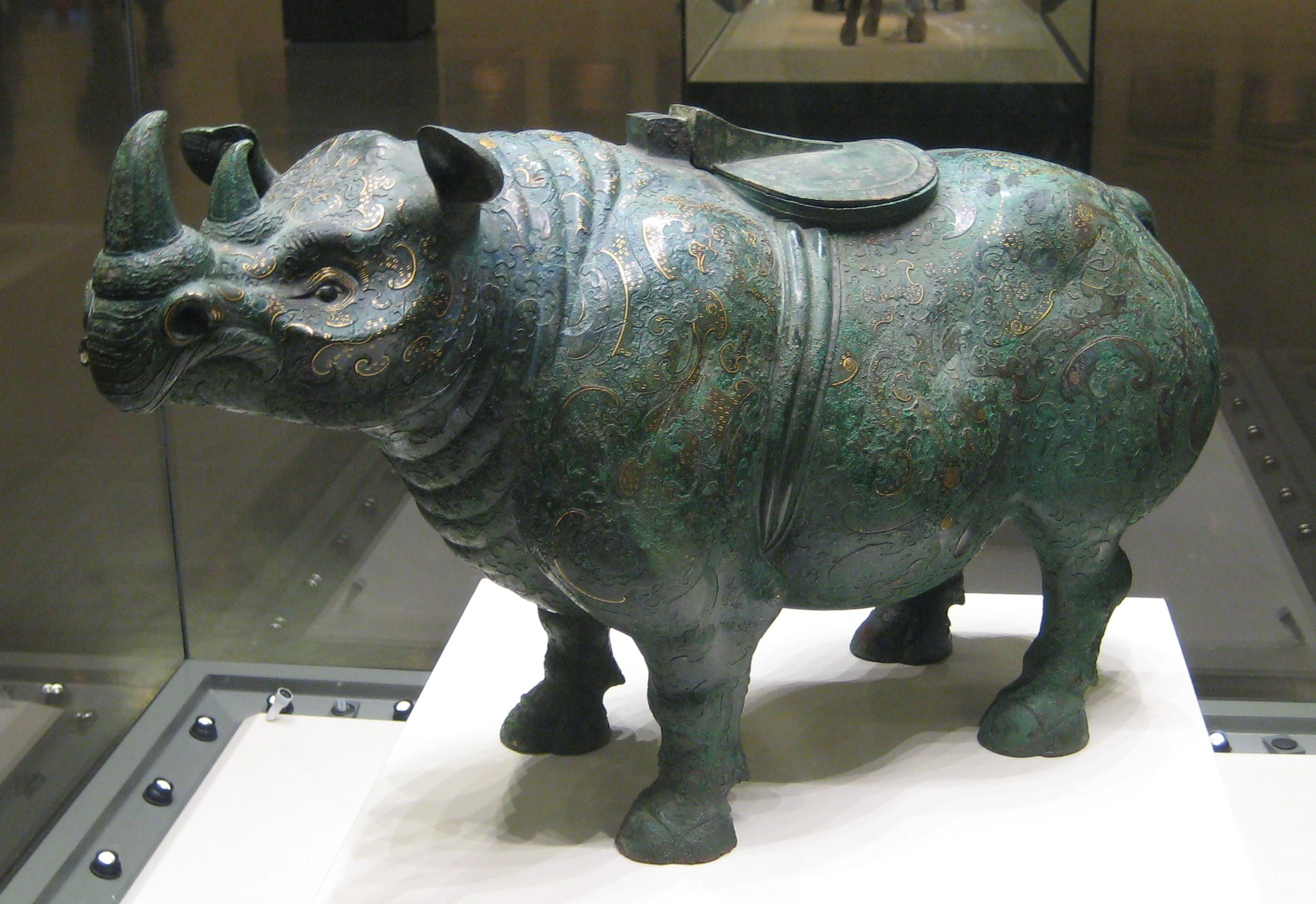
Un zun en forme de rhinocéros datant de la dynastie des Han occidentaux